# Caesaris rubinus
Der Caesaris rubinus, der „Rubin des Kaisers“ oder „Der Große Rubin“ (engl. Emperors ruby, Caesar's Ruby), ist ein historischer Edelstein der französischen, böhmischen, schwedischen und russischen Kronjuwelen. Mit einem Gewicht von 260,86 Karat und einer Größe von 4 × 2,7 × 2,3 cm galt er lange als der größte Rubin Europas, bis bei einer Katalogisierung der zaristischen Juwelen 1925 festgestellt wurde, dass es sich bei dem „Rubin“ um einen Rubellit handelt, einen durch Mangan rosarot gefärbten Turmalin. Er ist in der Form einer Himbeere geschliffen und an der Oberseite mit grün emaillierten, goldenen Blättern und einem schwarz-weißen Stängel gefasst. Der „Rubin des Kaisers“ gehörte zu den Kronjuwelen verschiedener europäischer Königshäuser und ist heute als „Caesar's Ruby“ Teil des Diamantenfonds, der in der Rüstkammer des Moskauer Kremls besichtigt werden kann.

## Geschichte
Die Herkunft des Steines ist nicht belegt. Vermutet wird, dass dieser Rubellit aus Burma stammt und seinen Schliff im „Orient“ erhielt. Den Namen Caesaris rubinus (dt. Rubin des Kaisers) prägte Anselmus de Boodt 1609 in seinem Werk „Gemmarum et Lapidum Historia“.

### Frankreich

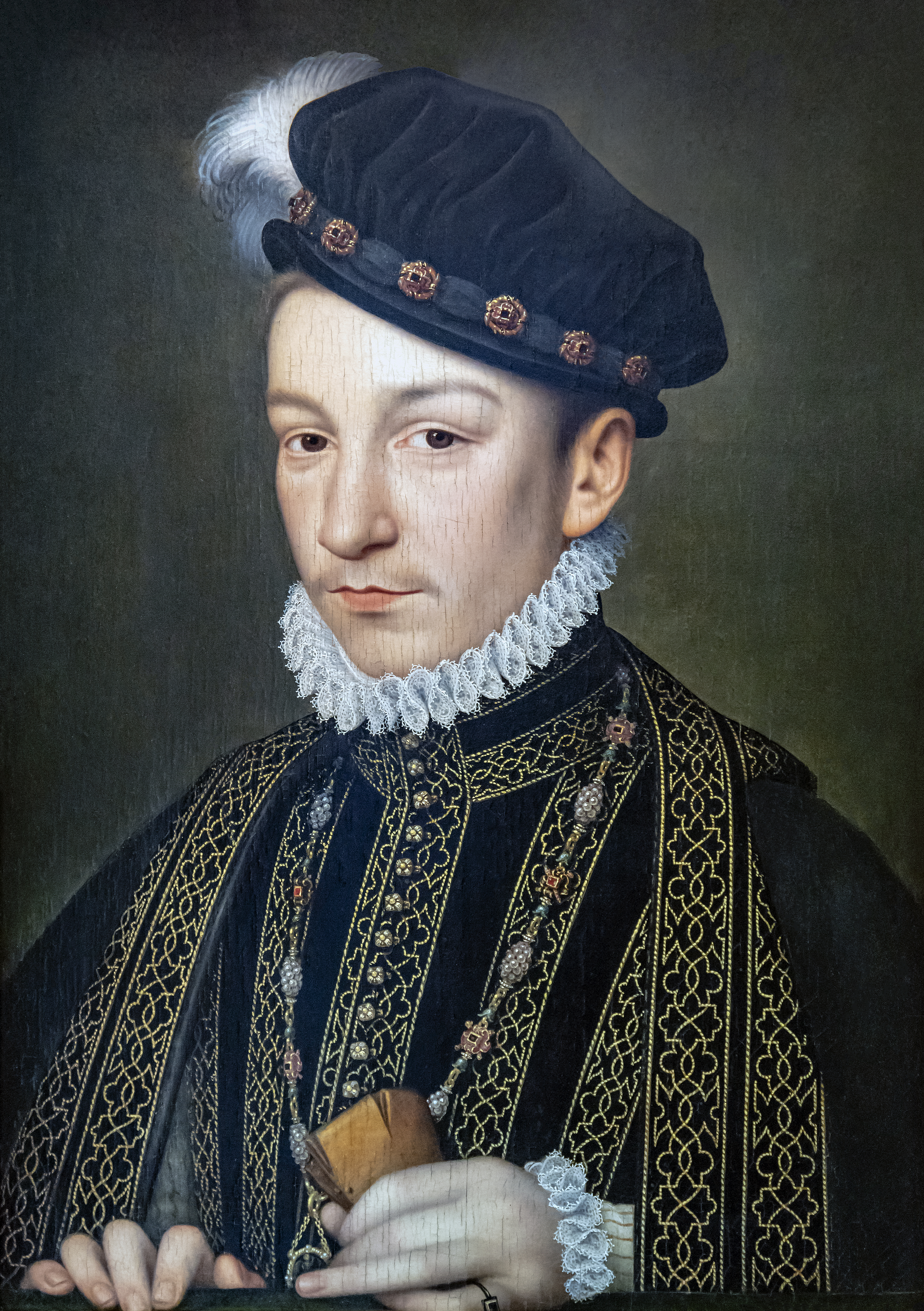
Karl IX. von Frankreich

Die erste Erwähnung dieses Juwels stammt aus einer Beschreibung der Besitztümer des Königs von Frankreich, Karls IX., am Ende des 16. Jahrhunderts. De Boodt zufolge soll er den „Rubin“ für 60.000 Dukaten günstig erworben haben.

### Böhmen

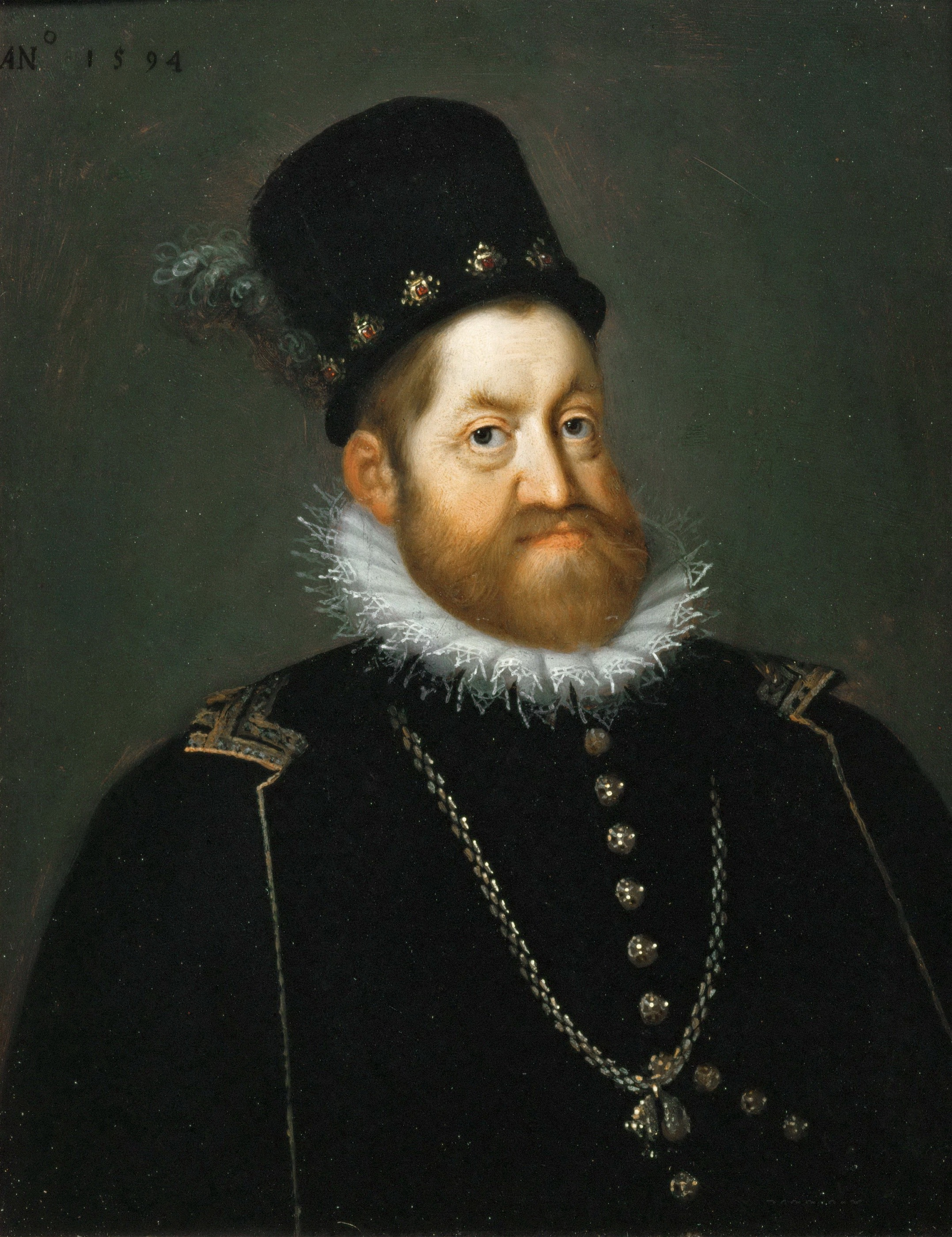
Rudolf II.

Nach dem Tod von Karl IX 1575 erbte seine Witwe Elisabeth von Österreich den Stein und kehrte an den Hof ihres Vaters Maximilian II. zurück. Dieser verstarb kurz darauf (1576) und Elisabeths Bruder Rudolf II. wurde am Reichstag in Regensburg zum Kaiser des Heiligen Römischen Reichs und König von Böhmen gewählt. Nach Elisabeths Tod 1592 ging der „Rubin“ in den Besitz von Rudolf über und der flämische Gelehrte Anselmus de Boodt bekam die Gelegenheit, den Caesaris rubinus, wie er ihn nannte, zu beschreiben.

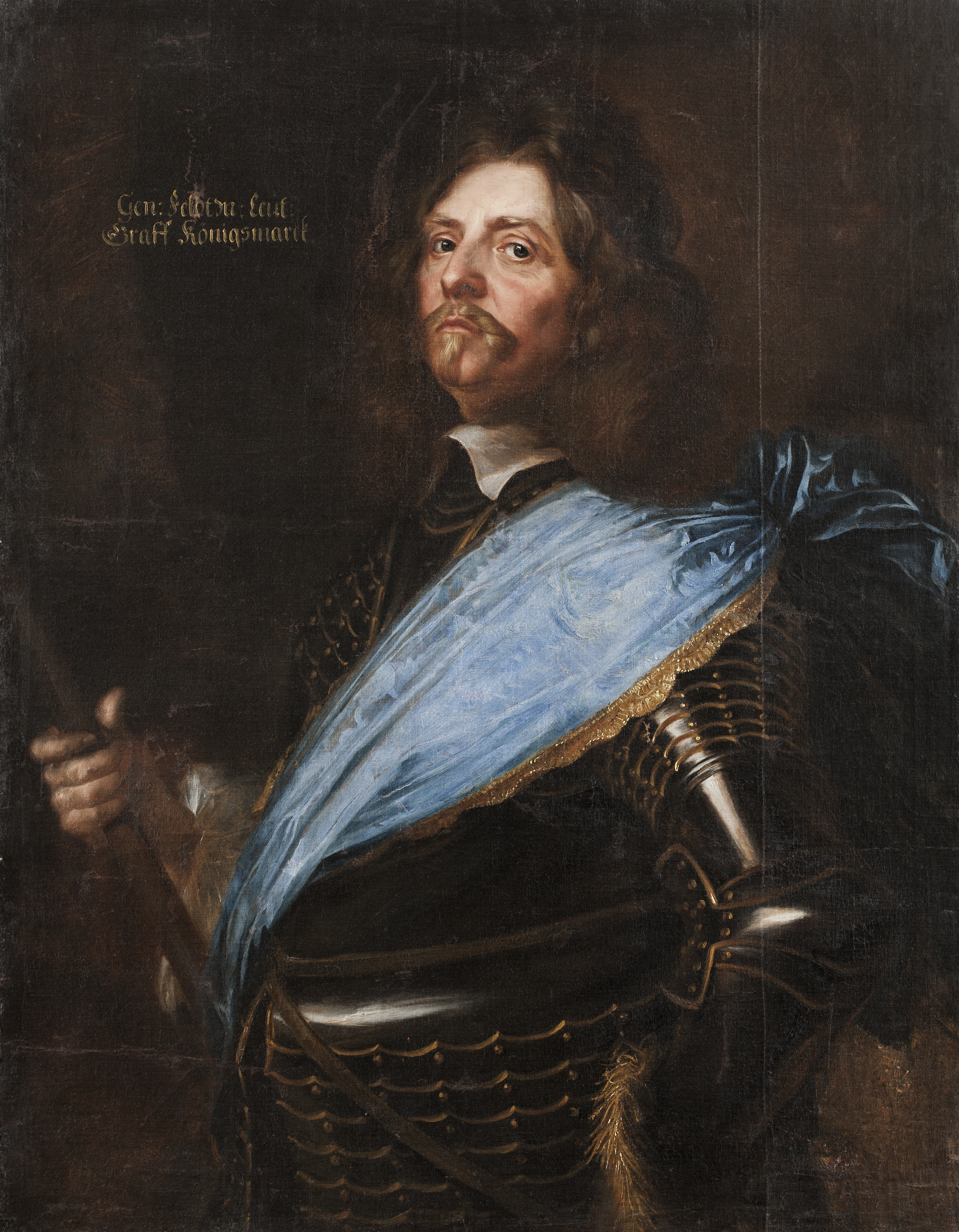
Hans Christoph von Königsmarck 1651

Während des Dreißigjährigen Krieges wurde der „Rubin“ in der Schatzkammer von Rudolf II. in Prag aufbewahrt. Der Krieg war fast zu Ende, die Friedensverhandlungen kurz vor dem Abschluss, als schwedische Truppen unter General Hans Christoph von Königsmarck in einer letzten militärischen Auseinandersetzung, der Belagerung von Prag (1648), die Prager Burg eroberten und die Schatzkammer plünderten.

### Schweden

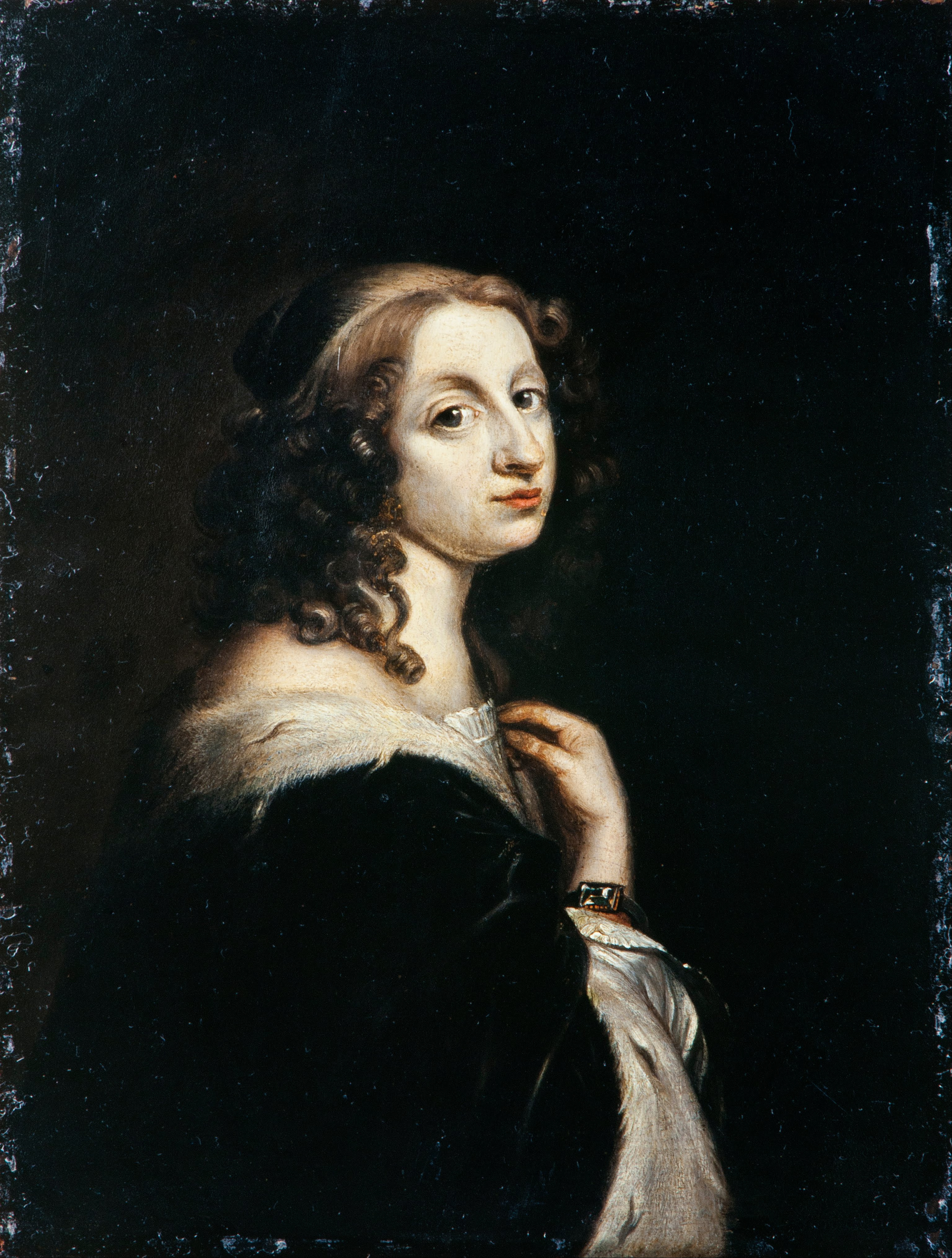
Christina von Schweden, etwa 1650

Im Zuge des Prager Kunstraubs gelangte auch der „Rubin des Kaisers“ mit den abziehenden Truppen nach Schweden und wurde vom General Königsmarck persönlich der Prinzessin Christina von Schweden übergeben. Diese erhob nach ihrer offiziellen Krönung zur Königin von Schweden (1650) ihren getreuen Kunsträuber in den Adelsstand.
Ihre Machtbasis in Schweden schwand rasch und bereits 1654 dankte sie ab und floh kurz darauf vor dem Zweiten Nordischen Krieg nach Antwerpen, nicht ohne zuvor große Teile ihrer wertvollen Einrichtung außer Landes schaffen zu lassen. Ihr Exil finanzierte sie unter anderem mit Juwelen, die sie in Amsterdam versetzte, darunter auch der Caesaris rubinus.
Christina konvertierte im Dezember 1654 in Brüssel zum Katholizismus und siedelte nach Rom um, wo sie 1689 verstarb. Als Erben setzte sie den Kardinal Decio Azzolini ein und Schwedens König Karl XI. erhob Ansprüche auf die in Amsterdam verbliebenen Juwelen. Azzolini starb wenige Monate später, Christinas Erbe wurde zur Begleichung ihrer Schulden aufgeteilt und Karl XI. holte ihre Juwelen aus Amsterdam zurück nach Schweden, wo sie den Kronjuwelen zugeschlagen wurden.

### Russland

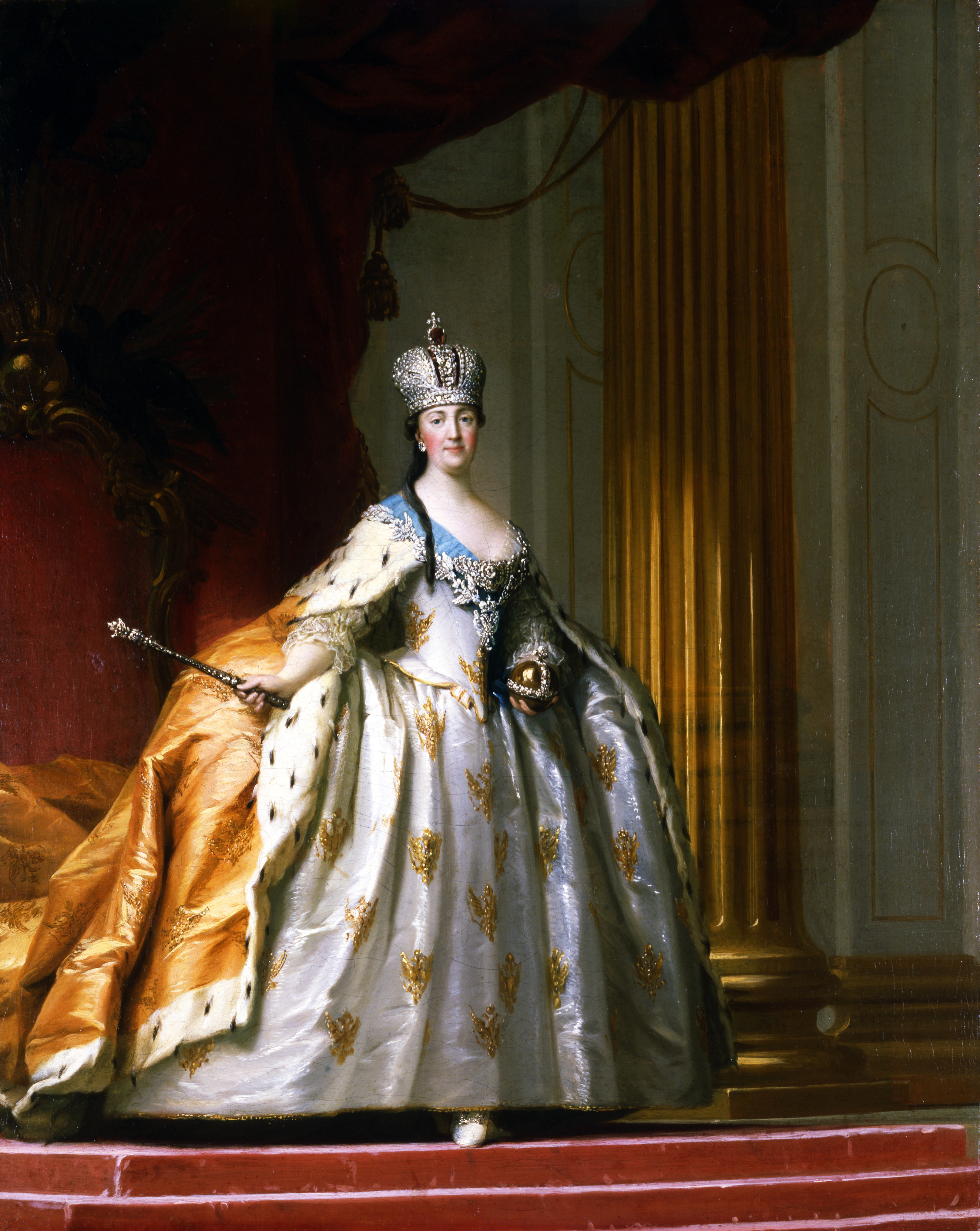
Katharina II. (1778)

Die Kronjuwelen gehörten schon damals dem schwedischen Staat, wodurch sie dem direkten Zugriff des Königshauses entzogen waren. Das wirkte bis 1777. Gustav III. regierte Schweden und seine Cousine Katharina II. war Zarin von Russland. Zur Feier ihres 15. Kronjubiläums reiste Gustav nach Sankt Petersburg und nach dem Festakt bewunderte er wohl Katharinas Gehstock, der von einem großen Diamanten gekrönt war, etwas zu sehr. Katharina schenkte ihm den Stock und Gustav war in der unangenehmen Lage, kein vergleichbares Geschenk erwidern zu können. In seiner Not schrieb er seinem Bruder Karl und bat ihn, möglichst diskret und unter Umgehung der zuständigen Behörden ihm den großen Rubin aus den Kronjuwelen zuzusenden. Bald darauf schenkte König Gustav III. Katharina der Großen den illegal beschafften „Rubin des Kaisers“, der seither zu den russischen Kronjuwelen gehört.

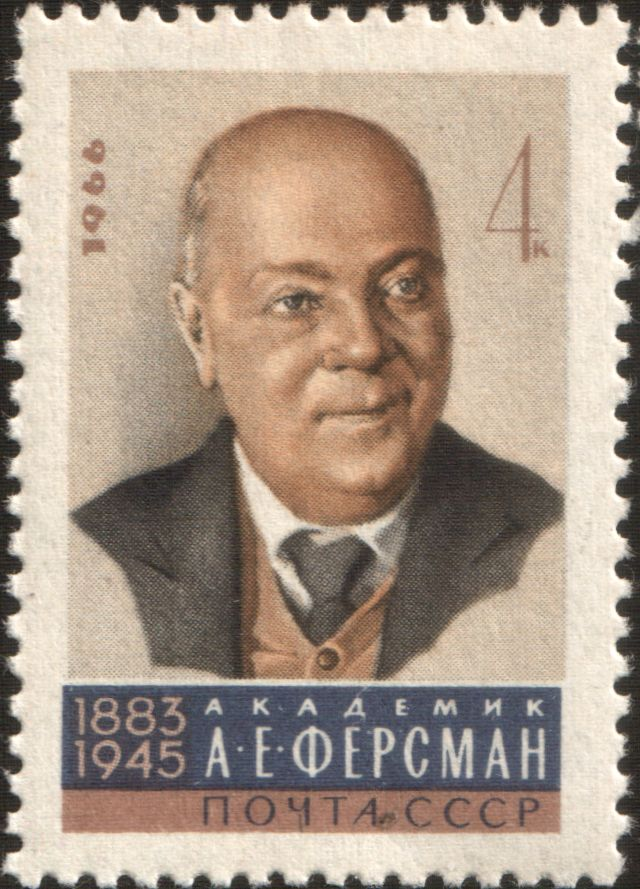
Alexander Fersman auf einer sowjetischen Briefmarke (1966)

Im Ersten Weltkrieg wurden die Kronjuwelen von Sankt Petersburg in den Kreml in Moskau gebracht, wo sie nach der Oktoberrevolution und Hinrichtung der Zarenfamilie von einer eigens geschaffenen Behörde, der Gochran, verwaltet wurden. In deren Auftrag katalogisierte der russische Mineraloge Alexander Jewgenjewitsch Fersman die Kronjuwelen und stellte fest, dass es sich bei dem berühmten „Rubin“ um einen Rubellit handelt.